# Elisabeth Renata von Lothringen

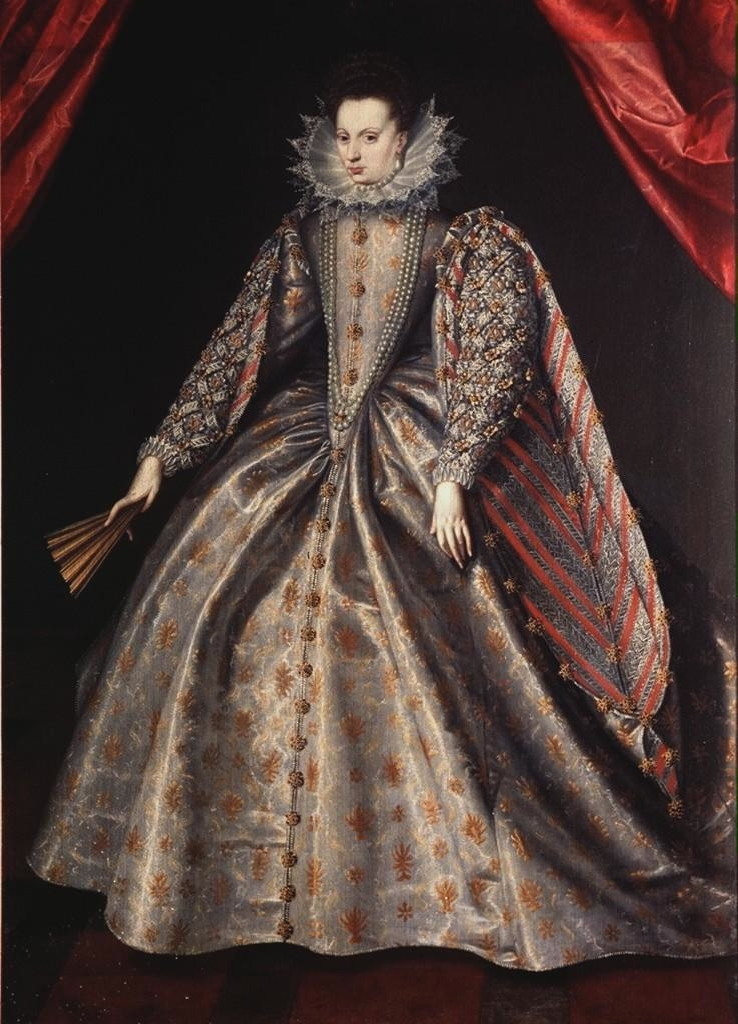
Elisabeth Renata von Lothringen

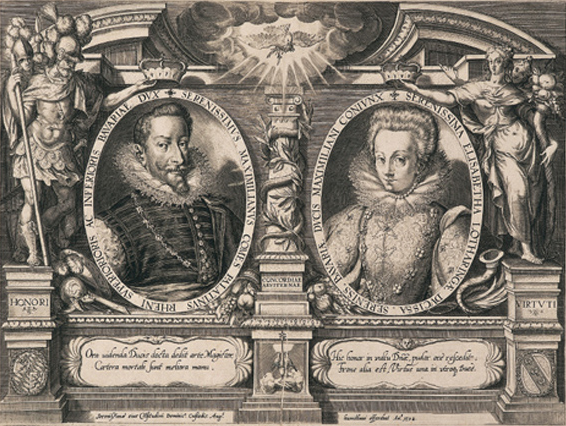
Maximilian I. und Elisabeth Renata

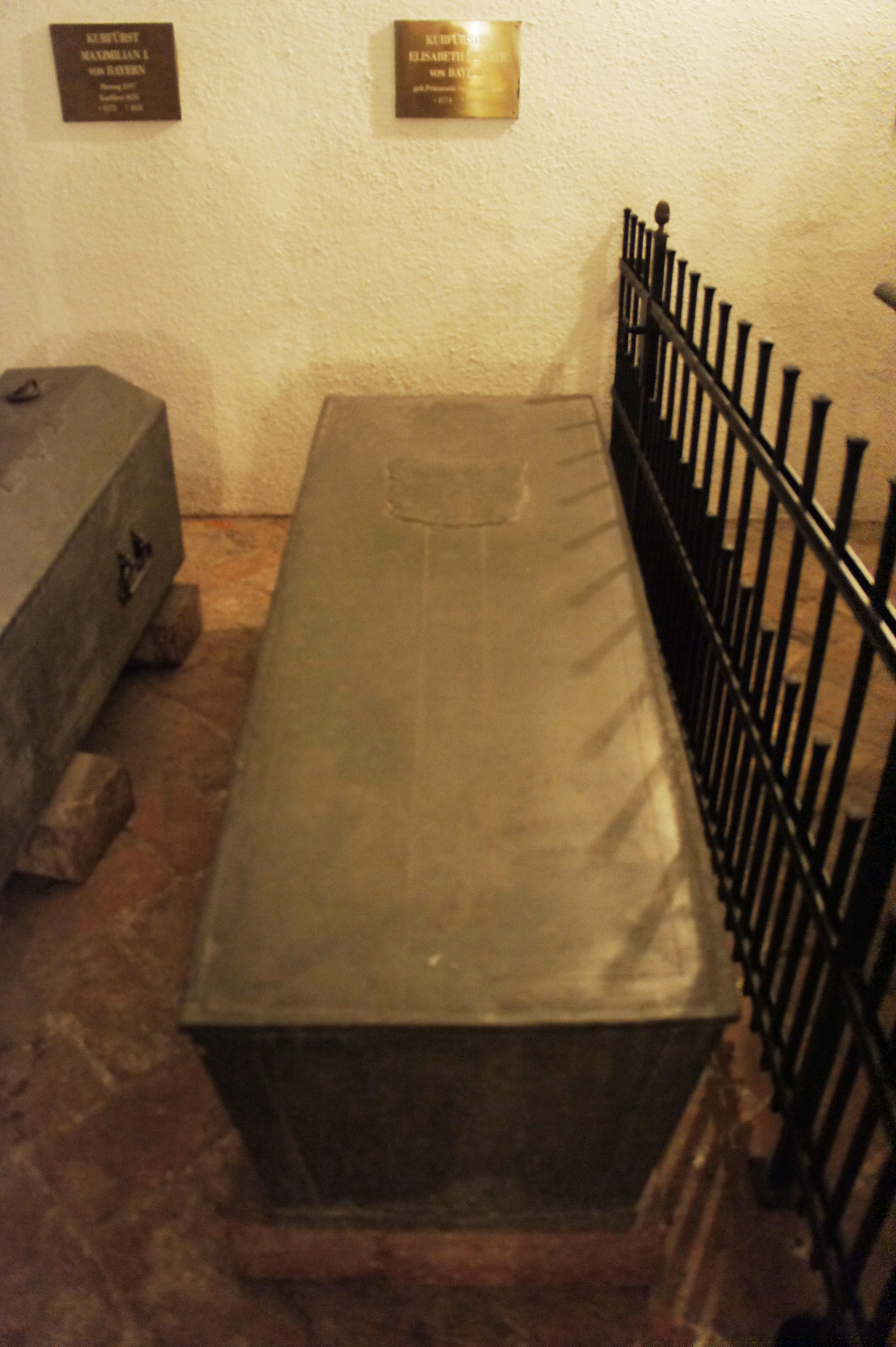
Sarkophag Elisabeth Renatas in der Wittelsbachergruft von St. Michael in München

Elisabeth Renata von Lothringen (* 9. Oktober 1574 in Nancy; † 4. Januar 1635 bei Braunau am Inn) war die erste Ehefrau des Kurfürsten Maximilian I. von Bayern.

## Leben
Die lothringische Prinzessin Elisabeth Renata, Tochter des Herzogs Karl III. von Lothringen und dessen Frau Claudia von Valois, wurde am 6. Februar 1595 in Nancy mit ihrem Cousin Maximilian I. von Bayern vermählt. Die über 40 Jahre dauernde Verbindung blieb kinderlos. Elisabeth engagierte sich gemeinsam mit ihrem Mann besonders auf karitativem Gebiet.
Anfang des Jahres 1635 musste sich das Herzogspaar aus Furcht vor der drohenden Pestgefahr in das Kloster Ranshofen bei Braunau am Inn flüchten, wo Elisabeth am 4. Januar starb. Ihr Grab befindet sich heute in der kurfürstlichen Grablege in St. Michael in München. Ihr Herz und ihre Eingeweide wurden getrennt bestattet und befinden sich in der Gnadenkapelle von Altötting.